# My Love, My Bride
Pour plus de détails, voir Fiche technique et Distribution.
My Love, My Bride (hangeul : 나의 사랑 나의 신부 ; RR : na-eui sa-lang na-eui sin-boo ; litt. « Mon amour mon fiancé ») est une comédie romantique sud-coréenne réalisée par Lim Chan-sang, sortie en 2014.
Il s'agit d'un remake du film Mon amour, mon épouse (나의 사랑 나의 신부) de Lee Myeong-se sorti en 1990.

## Synopsis
Alors qu'un jeune couple tout juste marié après avoir obtenu leur diplôme à l'université est revenu de la lune de miel, il se chamaille déjà…

## Fiche technique
- Titre original : 나의 사랑 나의 신부
- Titre international : My Love, My Bride
- Réalisation : Lim Chan-sang
- Scénario : Kim Ji-hye, d'après le scénario du film Mon amour, mon épouse (나의 사랑 나의 신부) de Lee Myeong-se
- Décors : Sin Jeom-hui
- Photographie : Choe Ju-yeong
- Son : Gong Tae-won
- Montage : Kim Hyeong-ju
- Musique : Kim Jun-seong
- Production : Byeon Bong-hyeon
- Société de production : Film Momentum
- Société de distribution : 9ers Entertainment
- Pays d'origine : Corée du Sud
- Langue originale : coréen
- Format : couleur - 2.35 : 1
- Genre : comédie romantique
- Durée : 111 minutes
- Date de sortie : 
  - Corée du Sud : 8 octobre 2014 (nationale)

## Distribution
- Jo Jeong-seok : Yeong-min
- Sin Min-ah : Mi-yeong
- Yoon Jeong-hee : Seung-hee
- Bae Seong-woo : Dal-soo
- Ra Mi-ran : madame
- Jeon Moo-song : Pan Hae-il

## Production
Le réalisateur Lim Chan-sang refait le film Mon amour, mon épouse (나의 사랑 나의 신부) qui fut écrit et réalisé par Lee Myeong-se, sorti en 1990, avec les acteurs Jo Jeong-seok et Sin Min-ah reprenant les rôles principaux interprétés par Park Joong-hoon et Choi Jin-sil.
Le tournage a lieu en fin février 2014 dans une école d'art à Bucheon en Gyeonggi et se termine sur la plage de Sokcho dans la province de Gangwon au début de mai de la même année.

## Accueil

### Sortie nationale
My Love, My Bride sort le 8 octobre 2014 en Corée du Sud, avec succès.

### Box-office
| Pays ou région | Box-office        | Date d'arrêt du box-office | Nombre de semaines |
| -------------- | ----------------- | -------------------------- | ------------------ |
| Corée du Sud   | 2 136 803 entrées | 23 novembre 2014           | 7                  |

Ce film attire 787 535 spectateurs en cinq jours, ce qui lui fait une première comédie romantique au box-office sud-coréen de l'année. Il se tient au premier rang du box-office pendant deux semaines avec 1 440 000 spectateurs, gagnant près de 11 300 000 de won (soit 2 300 000 d'euro). Au bout de la quatrième semaine, il atteint la barre des 2 000 000 spectateurs.